# نهر إسبينهاراس
نهر إسبينهاراس (Rio Espinharas) هو نهر بارايبا و ولايات ريو غراندي دو نورتي غرب البرازيل .